# Dimos Maroneia-Sapes
Dimos Maroneia-Sapes (Maroneia-Sapes) är en kommun i Grekland.   Den ligger i prefekturen Nomós Rodópis och regionen Östra Makedonien och Thrakien, i den nordöstra delen av landet, 400 km norr om huvudstaden Aten. Antalet invånare är 16 626. Arean är 640 kvadratkilometer.
Terrängen i Dimos Maroneia-Sapes är kuperad.